# Appaloosa britannique
Cheval tacheté britannique
L' Appaloosa britannique (anglais : British Appaloosa) est une race et un stud-book de chevaux de loisir à la robe tachetée, géré au Royaume-Uni. Originellement nommé British spotted horse (cheval tacheté britannique), il a reçu son nom actuel en 1976. 

## Histoire
La race est souvent confondue, à tort, avec l'Appaloosa américain, mais son origine et son histoire sont différentes, l'Appaloosa britannique étant d'ascendance principalement européenne,. Elle est référencée, sous le nom de Spotted, comme une race indigène du Royaume-Uni dans la base de données DAD-IS.
Ces chevaux proviennent originellement de différents croisements entre des chevaux tachetés d'origine britannique, irlandaise et danoise, avec une influence tardive de l'Appaloosa américain, et sont gérés par la British Spotted Horse and Pony Society. La race reçoit son nom d'« Appaloosa britannique » (British Appaloosa) en 1976, pour des raisons commerciales, afin d'en faciliter l'exportation. Cette décision est prise en concertation avec l'Appaloosa Horse Club américain, qui demande l'exclusion des poneys du stud-book de la race, menant à la création d'un registre séparé pour le poney tacheté britannique cette même année. Le registre de l'Appaloosa britannique compte alors un certain nombre de chevaux sans papiers, d'ascendance Knabstrup ou Appaloosa américain. Des croisements contrôlés avec le Pur-sang, et des chevaux canadiens et américains, allègent le modèle.

## Description
La taille doit être supérieure à 1,47 m pour permettre l'enregistrement en tant qu'Appaloosa britannique,.
Le modèle est celui du cheval de selle léger, mais le type peut varier. Crinière et queue sont peu fournies.
La robe est toujours tachetée.

## Utilisations
C'est essentiellement un cheval de loisir, mais il sert aussi comme cheval de sport. Il convient aux cavaliers adultes.

## Diffusion de l'élevage
Bonnie Lou Hendricks (Université d'Oklahoma, 2007) estime que la race est commune et très populaire au Royaume-Uni. Cependant, DAD-IS indique que la race est passée sous le statut « rare » en 2002, sans par ailleurs fournir de relevé d'effectifs. Le guide Delachaux indique que la race est en cours de sélection.
L'étude menée par l'Université d'Uppsala, publiée en août 2010 pour la FAO, signale le Spotted comme race locale européenne dont le niveau de menace est inconnu.